# كايد عمرو
كايد عمرو فنان تشكيلي ونحات فلسطيني (مواليد دورا، الخليل عام 1947).

## حياته المهنية
أنهى درجة البكالوريوس من جامعة حلوان / كلية التربية الفنية ( المعهد العالي سابقاً ) ، القاهرة ، 1970. كما أنهى درجة الماجستير من جامعة كِنِتِكَتْ المركزية ، نيوبرتن / كنتكت / أمريكا ، 1979. أما درجة الدكتوراه، فأنهاها من جامعة ولاية بنسلفانيا / قسم التربية الفنية ، بنسلفانيا / أمريكا ، 1982. قام بتدريس التربية الفنية بالمرحلة الابتدائية والإعدادية بوزارة التربية والتعليم الأردنية من 1971-1973 / عمّان. كذلك التدريس في الدورات الصيفية للمعلمات في مدينة عجلون بالأردن، من 1972-1977 / تربية فنية. والتدريس في الدورات الصيفية للمعلمين تربية فنية عام 1972 . والتدريس بمعهد المعلمين في حوّارة – الأردن ، من 1973-1978.

## الدراسات والأبحاث
- علاقة الفنان التشكيلي بآلة التصوير الفوتوغرافي ، مجلة القاهرة 1987 ، الهيئة المصرية العامة للكتاب ، وزارة الثقافة ، القاهرة ، العدد 71 .
- طبيعة المنظور في فن الرسم والتصوير الإسلامي ، مجلَّة القاهرة، 1988، الهيئة المصرية العامة للكتاب ، وزارة الثقافة ، القاهرة ، العدد 79 .
- أبعاد الواقعية في الفنون التشكيلية ، مجلة القاهرة ، 1988 ، الهيئة المصرية العامة للكتاب ، وزارة الثقافة ، القاهرة ، العدد 81 .
- دور الرؤية البصرية في مناهج التربية الفنية ، علوم وفنون ، دراسات وبحوث جامعة حلوان ، العدد الأول من المجلَّد الأول ، ينايِر 1989 .
- اللاواقعية في فن الإبداع البصري ، بمجلَّة أكاديمية الفنون ، الهرم ، القاهرة، 1989 .
- منهج التربية الفنية والتراث ، مؤتمر الجمعية الدولية للتربية الفنية ، القاهرة ، نيسان 1989 .
- الموهبة الفنية من منظار الواقع ، دراسات وبحوث ، جامعة حلوان ، المجلّد الثاني ، العدد الثاني 1990 .
- العناصر الفطرية في فنون البالغين الأميين ، مؤتمر التربية الفنية الأول لدول مجلس التعاون الخليجي ، الدوحة / قطر ، 1984 .
- الصلات بين الفن البدائِي وفنون الأطفال ، مؤتمر الفن البدائِي ، فالكومونيكا ، مركز كومو للآثار البدائية ، كومو ، إيطاليا ، آب 1987 .
- أهمية التراث وكيفية تعزيزه ، المؤتمر الثقافي الأول التابِع لبينالي الشارقة للفنون التشكيلية ، 1991 .
- العلاقة بين الجزء والكلّ في فنون الأطفال ، مؤتَمر الجمعية الوطنية الأمريكية للتربية الفنية ، كانساس ، ميزوري ، أمريكا ، 1990 .
- العلاقة بين فنون الأطفال والفن الإسلامي ، مؤتَمر الجمعية الوطنية الأمريكية للتربية الفنية ، فينيكس ، أريزونا ، أمريكا ، 1992 .
- المرتكزات الأساسية للنقد والتذوُّق في الفنون التشكيلية ، بحث مقدَّم للندوة الخاصَّة لبينالي الشارقة الثاني للفنون التشكيلية ، 1995 .
- مفهوم الخبرة الجمالية بين المحدثين والمعاصرين ودورها في التربية الفنية، مجلة علوم وفنون ، دراسات وبحوث ، المجلد الثامن ، العدد الثاني ، جامعة حلوان ، القاهرة 1995 .
- استحداث برنامج نوعي لإعداد معلّمي التربية الفنية بالأردن ، تَم عرضه بمؤتمر ( ICET ) الرابع والأربعين ، مسقط / عُمان ، 1997 ، منشور بمجلة المؤتَمر عدد (2).
- خطوات ومرتكزات النقد ، كمقدِّمة للخبرة الجمالية في التربية الفنية ، منشور في مجلّة كلية التربية / جامعة الإمارات العربية المتَّحدة ، العدد الخامِس عشر ، 1998 .
- معارض فنون الأطفال وأصولها التاريخية وأشكالها وأهدافها التربوية ، منشور في مجلة أبحاث اليرموك في أيلول 2001 ، العدد الثالث ، جامعة اليرموك ، إربد / الأردن .
- النظرية التطورية في رسوم الأطفال في ضوء البحث المُعاصِر في التربية الفنية ، منشور في مجلَّة أبحاث اليرموك ، المجلّد الثامن عشر ، العدد الثالث (ب)، 2002 جامعة اليرموك .
- دور الخبرة البصرية المباشرة من خلال النَماذِج المرسومة في تطوير الأداء الفني لأطفال السابعة، منشور في مجلة ( دراسات )، المجلَّد (28)، العلوم التربوية ، العدد (1) ، آذار 2001 ، الجامعة الأردنية .
- الاتجاهات المعاصِرة في التربية الفنية ، دراسات تحليلية ، منشور في مجلَّة (دراسات) بتاريخ شباط 2002 ، الجامعة الأردنية ، عمّان / الأردن .

## المعارض الفنية
- معرض تصوير زيتي في مركز الحرف اليدوية في عمّان عام 1975 .
- معرض تصوير زيتي بالمركز الثقافي البريطاني عام 1976 .
- معرض تصوير زيتي بالمركز الثقافي البريطاني عام 1977 .
- معرض تصوير زيتي في جامعة ولاية كِنِتِكَتْ المركزية ، أمريكا ، 1979، كمتطلب لدرجة الماجستير .
- معرض تصوير زيتي في جامعة ولاية بنسلفانيا الرسمية عام 1981 ، كمتطلب لدرجة الدكتوراه .
- معرض رسم في الأردن عام 1984 ، عمّان / فندق الأردن .
- الاشتراك في معارض داخل وخارج الأردن في فرنسا، يوغسلافيا، أمريكا، الأردن، مصر، المجر، بلغاريا، البرتغال، فنـزويلا، كولومبيا ، بورتوريكو .

## الجوائز
- شهادة تقديرية من معرض الفن التشكيلي العربي الرابع بالكويت، 1975، لوحة منشورة بمجلة العربي عدد 200 .
- تصميم طابع بريد لمنظمة اليونيسيف الدولية عام 1985 .
- جائِزة الغرفة التجارية بمدينة نيوبرتن ، كنتكت / أمريكا ، 1979 .
- جوائِز تقديرية محلية ضمن معارض أقيمت بالأردن .
- شهادة تقديرية خاصَّة بتصميم شعار مؤتمر تربية الغد ، رؤى وتطلعات ، جامعة الإمارات / 1996 .